# NGC 2354
NGC 2354是位於大犬座的一個疏散星團。它位於NGC 2362西南方2度，弧矢一（大犬座δ）的東北方。使用雙筒望遠鏡可以看見15顆成員星。